# Autoritat Finet
L'Autoritat Finet fou la tercera Alta Autoritat de la Comunitat Europea del Carbó i de l'Acer (CECA), que entre 1958 i 1959 fou presidida pel belga Paul Finet.

## Nomenament
El 13 de gener de 1958 aquesta Autoritat va prendre possessió del seu càrrec en substitució de l'Autoritat Mayer. Aquesta Autoritat va estar en el càrrec fins al 15 de setembre de 1959.

## Composició
| Àrees | Membres          | Estat         |
| --- | ---------------- | ------------- |
| President de la CECA | Paul Finet       | Bèlgica       |
| Vicepresident; Acer i transport; Relacions exteriors; Finances, pressupost i administració; Carbó                                              | Dirk Spierenburg | Països Baixos |
| Vicepresident, Política interna; Investigació i Producció; Informació i Relacions amb el Comitè Consultiu; Carbó                               | Albert Coppé     | Bèlgica       |
| Carbó; Política interna; Relacions exteriors; Informació i Relacions amb el Comitè Consultiu                                                   | Franz Blücher    | Alemanya      |
| Investigació i producció; Relacions externes; Carbó; Acer i transport                                                                          | Léon Daum        | França        |
| Assumptes socials; Política interna; Acer i transport Investigació i producció                                                                 | Enzo Giacchero   | Itàlia        |
| Finances, pressupost i administració; Investigació i producció;Assumptes Socials; Acer i transport                                             | Heinz Potthof    | Alemanya      |
| Informació i Relacions amb el Comitè Consultiu; Política interna; Finances, pressupost i administració; Assumptes Socials; Carbó               | Roger Reynaud    | França        |
| Relacions exteriors; Finances, pressupost i administarció; Assumptes Socials; Acer i transport; Informació i Relacions amb el Comitè Consultiu | Albert Wehrer    | Luxemburg     |